# 삼척시의 국회의원

## 행정구역 변천
- 1963년 소달면이 도계읍으로 승격
- 1973년 7월 1일 삼척군 장성읍 일부(황지리·적각리·창죽리·화전리·소도리·혈리·통리)에 황지읍 설치
- 1980년 4월 1일 삼척군 북평읍이 동해시에 편입
- 1981년 7월 1일 삼척군 황지읍·장성읍에 태백시 설치
- 1986년 1월 1일 삼척군 삼척읍에 강원도 삼척시 설치
- 1989년 신기면 설치
- 1995년 1월 1일 삼척시와 삼척군을 통합 삼척시 설치

## 삼척시의 역대 국회의원 일람
| 대수         | 이름           | 소속정당           | 임기                               | 선거구역                             | 개표결과 |
| ------------ | -------------- | ------------------ | ---------------------------------- | ------------------------------------ | -------- |
| 제1대        | 김진구(金振九) | 대한독립촉성국민회 | 1948년 5월 31일 - 1950년 5월 30일  | 삼척군 일원(제11선거구)              | 보기     |
| 제2대        | 임용순(任容淳) | 대한청년단         | 1950년 5월 31일 - 1954년 5월 30일  | 삼척군 일원(제5선거구)               | 보기     |
| 제3대        | 김진만(金振晩) | 자유당             | 1954년 5월 31일 - 1958년 5월 30일  | 삼척군 일원(제11선거구)              | 보기     |
| 제4대        | 김진만(金振晩) | 자유당             | 1958년 5월 31일 - 1960년 7월 28일  | 삼척군 일원(제19선거구)              | 보기     |
| 제5대 민의원 | 최경식(崔慶植) | 민주당             | 1960년 7월 29일 - 1961년 5월 16일  | 삼척군 일원(제19선거구)              | 보기     |
| 제6대        | 김진만(金振晩) | 민주공화당         | 1963년 12월 17일 - 1967년 6월 30일 | 삼척군 일원(제9선거구)               | 보기     |
| 제7대        | 김진만(金振晩) | 민주공화당         | 1967년 7월 1일 - 1971년 6월 30일   | 삼척군 일원(제9선거구)               | 보기     |
| 제8대        | 김진만(金振晩) | 민주공화당         | 1971년 7월 1일 - 1972년 10월 17일  | 삼척군 일원(제9선거구)               | 보기     |
| 제9대        | 김효영(金孝榮) | 민주공화당         | 1973년 3월 12일 - 1979년 3월 11일  | 강릉시·명주군·삼척군 일원(제3선거구) | 보기     |
| 제9대        | 김명윤(金命潤) | 신민당             | 1973년 3월 12일 - 1979년 3월 11일  | 강릉시·명주군·삼척군 일원(제3선거구) | 보기     |
| 제10대       | 김효영(金孝榮) | 민주공화당         | 1979년 3월 12일 - 1980년 10월 27일 | 강릉시·명주군·삼척군 일원(제3선거구) | 보기     |
| 제10대       | 김진만(金振晩) | 무소속             | 1979년 3월 12일 - 1980년 7월 4일   | 강릉시·명주군·삼척군 일원(제3선거구) | 보기     |
| 제11대       | 김정남(金正男) | 민주정의당         | 1981년 4월 11일 - 1985년 4월 10일  | 동해시·삼척군 일원(제3선거구)        | 보기     |
| 제11대       | 이관형(李官炯) | 민주한국당         | 1981년 4월 11일 - 1985년 4월 10일  | 동해시·삼척군 일원(제3선거구)        | 보기     |
| 제12대       | 김정남(金正男) | 민주정의당         | 1985년 4월 11일 - 1988년 5월 29일  | 동해시·태백시·삼척군 일원            | 보기     |
| 제12대       | 김효영(金孝榮) | 무소속             | 1985년 4월 11일 - 1988년 5월 29일  | 동해시·태백시·삼척군 일원            | 보기     |
| 제13대       | 김일동(金日東) | 통일민주당         | 1988년 5월 30일 - 1992년 5월 29일  | 삼척시·삼척군 일원                   | 보기     |
| 제14대       | 김정남(金正男) | 무소속             | 1992년 5월 30일 - 1996년 5월 29일  | 삼척시·삼척군 일원                   | 보기     |
| 제15대       | 장을병(張乙炳) | 통합민주당         | 1996년 5월 30일 - 2000년 5월 29일  | 삼척시 일원                          | 보기     |
| 제16대       | 최연희(崔鉛熙) | 한나라당           | 2000년 5월 30일 - 2004년 5월 29일  | 동해시·삼척시 일원                   | 보기     |
| 제17대       | 최연희(崔鉛熙) | 한나라당           | 2004년 5월 30일 - 2008년 5월 29일  | 동해시·삼척시 일원                   | 보기     |
| 제18대       | 최연희(崔鉛熙) | 무소속             | 2008년 5월 30일 - 2012년 5월 29일  | 동해시·삼척시 일원                   | 보기     |
| 제19대       | 이이재(李利在) | 새누리당           | 2012년 5월 30일 - 2016년 5월 29일  | 동해시·삼척시 일원                   | 보기     |
| 제20대       | 이철규(李喆圭) | 무소속             | 2016년 5월 30일 ~ 2020년 5월 29일  | 동해시·삼척시 일원                   | 보기     |
| 제21대       | 이철규(李喆圭) | 미래통합당         | 2020년 5월 30일 ~ 2024년 5월 29일  | 동해시·태백시·삼척시·정선군 일원     | 보기     |
| 제22대       | 이철규(李喆圭) | 국민의힘           | 2024년 5월 30일 ~                  | 동해시·태백시·삼척시·정선군 일원     | 보기     |

## 같이 보기
- 동해시의 국회의원
- 태백시의 국회의원
- 정선군의 국회의원
- 삼척군의 국회의원
- 삼척시·삼척군
- 동해시·삼척시
- 동해시·태백시·삼척시·정선군